# Henry Bocage
Pour les articles homonymes, voir Touzé et Bocage (homonymie).
Henri Pierre Touzé dit Henry Bocage, né le 19 octobre 1833 à Vitry-sur-Seine et mort le 14 octobre 1917 à Paris 17e, est un dramaturge français.

## Biographie
Fils de l’acteur Bocage et cousin du dramaturge Paul Bocage, Henry Bocage a écrit des comédies, ainsi que des romans.
Ingénieur de profession, il est l’auteur, seul ou en collaboration, de plusieurs pièces qui ont réussi sur la scène de Paris.

## Œuvre
Comédies
- 1869 : L’Architecte de ces dames
- 1871 : La Canne de Damoclès
- 1874 : Une fille d’Ève, (OCLC 457726393), avec Raimond Deslandes
- 1880 : Les Trois Bougies
- 1884 : En partie fine
- 1890 : La Vie à deux

Opéras-comiques
- 1877 : Les Trois Margot, opérette en 3 actes avec Henri Chabrillat, musique de Charles Grisart, Bouffes-Parisiens[2]
- 1880 : La Girouette, avec Étienne Hémery sur une musique de Auguste Coédès,
- 1881 : Les Poupées de l’Infante, sur une musique d'Albert Grisar.

## Filmographie partielle

### Comme scénariste
- 1911 : La Doctoresse (Rigadin et la Doctoresse) de Georges Monca